# Корноладе Басе (Белуно)
Корноладе Басе (итал. Cornolade Basse) је насеље у Италији у округу Белуно, региону Венето.
Према процени из 2011. у насељу је живело 26 становника. Насеље се налази на надморској висини од 472 м.